# Leila bakar
Leila bakar var ett matprogram med Leila Lindholm, sänt i två säsonger på TV4 Plus. Första säsongen sändes i tio delar, med start 16 maj 2007. Andra säsongen startade 7 maj 2008.

## Avsnitt

### Säsong 1
1. 16 maj 2007. Bullbak och reportage om dinkelmjöl
2. 23 maj 2007. Italienska bröd och reportage om italiensk glass
3. 30 maj 2007. Afternoon tea och reportage om havtornsmarmelad
4. 6 juni 2007. Olika tårtor och reportage om jordgubbar
5. 13 juni 2007. Grovt bröd och reportage om fårost
6. 27 juni 2007. Franska bröd och reportage om tryffel
7. 4 juli 2007. Amerikanska efterrätter och reportage om choklad
8. 11 juli 2007. Olika sorters focaccia och reportage om tomater
9. 18 juli 2007. Muffins och reportage om smör
10. 25 juli 2007. Fruktpajer och reportage om isvin